# 無間一戰
《無間一戰》（英語：Endless Battle）是一部2023年上映的香港犯罪動作片，由麥浩邦執導，由黃宗澤、謝天華、陳山聰及陳煒領銜主演，由張國強、胡子彤、蔡思貝、林子善及郭柏妍聯合演出，並由陳惠敏及白只特別出演。故事講述身為毒梟集團頭目的弟弟與擔任緝毒警察的哥哥捲入了一場毒梟鬥爭中，兩人為了各自的目的而展開交鋒。

## 剧情
《无间一战》围绕一对兄弟而展开，弟弟彭健诚（黄宗泽 饰）是毒枭集团的头目，代号“黑狼”，而哥哥彭健忠（谢天华 饰）则是一位缉毒警察，双方同时卷入到一场毒枭斗争中，随着一场押送毒贩的任务，哥哥发现弟弟竟然另有身份，二人为了各自的目的，展开了一场正邪交锋，无间反转的缉毒故事......

## 演員
- 黃宗澤[3]飾演 彭健誠：代號「黑狼」的毒梟集團頭目，彭健忠之弟[2]（秦亮派出的臥底）
- 謝天華[3]飾演 彭健忠：緝毒警察，彭健誠之兄[2]（劉卓姿下屬）
- 陳山聰[3]飾演 龍知行（Max）（龍昆大兒子，本作終極大反派）
- 張國強[1]飾演 秦亮（劉卓姿下屬）
- 陳煒[4]飾演 劉卓姿（Jessie）（警隊毒品調查科總督察）
- 胡子彤[3]飾演 龍善行（Anson）（龍昆小兒子）
- 蔡思貝[3]飾演 周嘉雯（彭健誠女友）
- 林子善[4]飾演 Diego
- 郭柏妍[1]飾演 陳小琳
- 陳惠敏（特別出演）[1]飾演 龍昆（城中毒梟）
- 白只（特別出演）[1]飾演 IT達
- 何啟南 飾演 議員
- 古天祥 飾演 約翰尼（Johnny）
- 徐忠信 飾演 長老
- 吳瑞庭 飾演 高級警長
- 劉頌鵬 飾演 Max手下
- 李爾晨 飾演 Max手下
- 黃素歡 飾演 秦亮太太

## 製作
《無間一戰》由麥浩邦執導，樂易玲監製，以警匪動作為題材。2022年9月13日，劇組舉行開鏡拜神儀式，對外宣布了演出陣容：黃宗澤、謝天華、陳山聰、張國強、陳煒、胡子彤、蔡思貝、林子善和郭柏妍。其中黃宗澤與謝天華飾演一對兄弟，兩人先前曾在2011年電視劇《潛行狙擊》及電影《Laughing Gor之潛罪犯》中合作；陳山聰在片中飾演大反派；本片為蔡思貝繼《陀地驅魔人》後再次擔任主演的電影作品。電影2022年10月10日宣告殺青。

## 外部連結
- 香港影庫上《無間一戰》的資料（繁體中文）
- 豆瓣电影上《無間一戰》的資料 （简体中文）
- 互联网电影数据库（IMDb）上《無間一戰》的资料（英文）